# April McMahon
April Mary Scott McMahon (* 1964 in Edinburgh) ist eine schottische Sprachwissenschaftlerin.
Gegenstand ihrer Forschungs- und Publikationsarbeit ist die englische Sprache. Sie beschäftigt sich mit der Klassifizierung von Sprachen und dem Sprachvergleich. Schwerpunkt ihrer Arbeit war aber zunächst die Aussprache. Später konzentrierte sie sich auf die Veränderungen der Sprache im Laufe der Geschichte.
McMahon wurde 1989 an der University of Edinburgh zum Thema Constraining Lexical Phonology: Evidence from English vowels promoviert.
Von 2000 bis 2004 war sie Professorin für englische Sprache und Linguistik an der University of Sheffield. Ab 2005 lehrte und forschte sie an der University of Edinburgh.
Seit 2011 ist sie Vice-Chancellor an der Aberystwyth University. Sie ist Fellow der British Academy (2005) und der Royal Society of Edinburgh (2003). 2008 wurde sie zum auswärtigen Mitglied der Finnischen Akademie der Wissenschaften gewählt. Seit 2010 ist sie Mitglied der Academia Europaea.

## Schriften
- Handbook of English linguistics, 2006 (mit Bas Aarts)
- Language classification by numbers, 2005 (mit Robert McMahon)
- Introduction to English phonology, 2002
- Change, chance, and optimality, 2000
- Lexical phonology and the history of English, 2000
- Understanding language change, 1994